# Erico Santos
Erico Di Primio Leitão dos Santos (Cacequi, 8 gennaio 1952) è un pittore, disegnatore, scultore e scrittore brasiliano di origini molisane (Belmonte del Sannio).
È noto per le sue donne stilizzate con gonne colorate, lavorando alla raccolta dei fiori, grano o il cotone.
Il suo lavoro ha un aspetto universale, in cui il soggetto non ha importanza immediata, ma piuttosto il risultato di plastica. La sua pittura riflette il movimento e la prospettiva del colore. Il suo modo particolare di rappresentazione formale e cromatica, è diventato una fonte di ispirazione per altri artisti ed estimatori d'arte.
Erico Santos ha lanciato i libri "Pittura & Parola" e "Arte, Emozione e Dialogo" negli anni 1999 e 2000.
Ideatore e fondatore del Museo d'Arte di Montenegro, nel Rio Grande do Sul, Brasile, dove è consigliere.
Divide il suo tempo nei loro studi a Milano e Porto Alegre. Archiviato il 17 giugno 2016 in Internet Archive.
Il 19 settembre del 2007 è stato premiato con una targa per il Grêmio Foot-Ball Porto Alegrense, durante le celebrazioni dei 104 anni del club.. Premiato nella 1 ° Biennale Internazionale d'Arte Contemporanea di Argentina a Buenos Aires nel 2012 [4]  e nella V Biennale d'Arte a Genova, Italia nel 2013 [5] .
Nel 2014 è stato onorato per i suoi 40 anni di pittura al Museo d'arte di Santa Maria e a “Casa da Fazenda do Morumbi”, a San Paolo, Brasile.
Nel 2016 ha ricevuto il trofeo Giuseppe Garibaldi, a Porto Alegre-RS.
Nel 2017 ha partecipato, su invito, alla VII Biennale d'Arte di Genova e ha ricevuto il titolo di "Gran Maestro dell'Arte Italiana di Chiara Fama Internazionale" dall'Accademia Santa Sara di Alessandria, Italia.
Nel 2018, Onorato dall'AGAPA come "Pittore Notevole", in Brasile.
È membro della Famiglia Artistica Milanese e della SATURA Associazione Culturale di Genova.